# Mark (позначення)

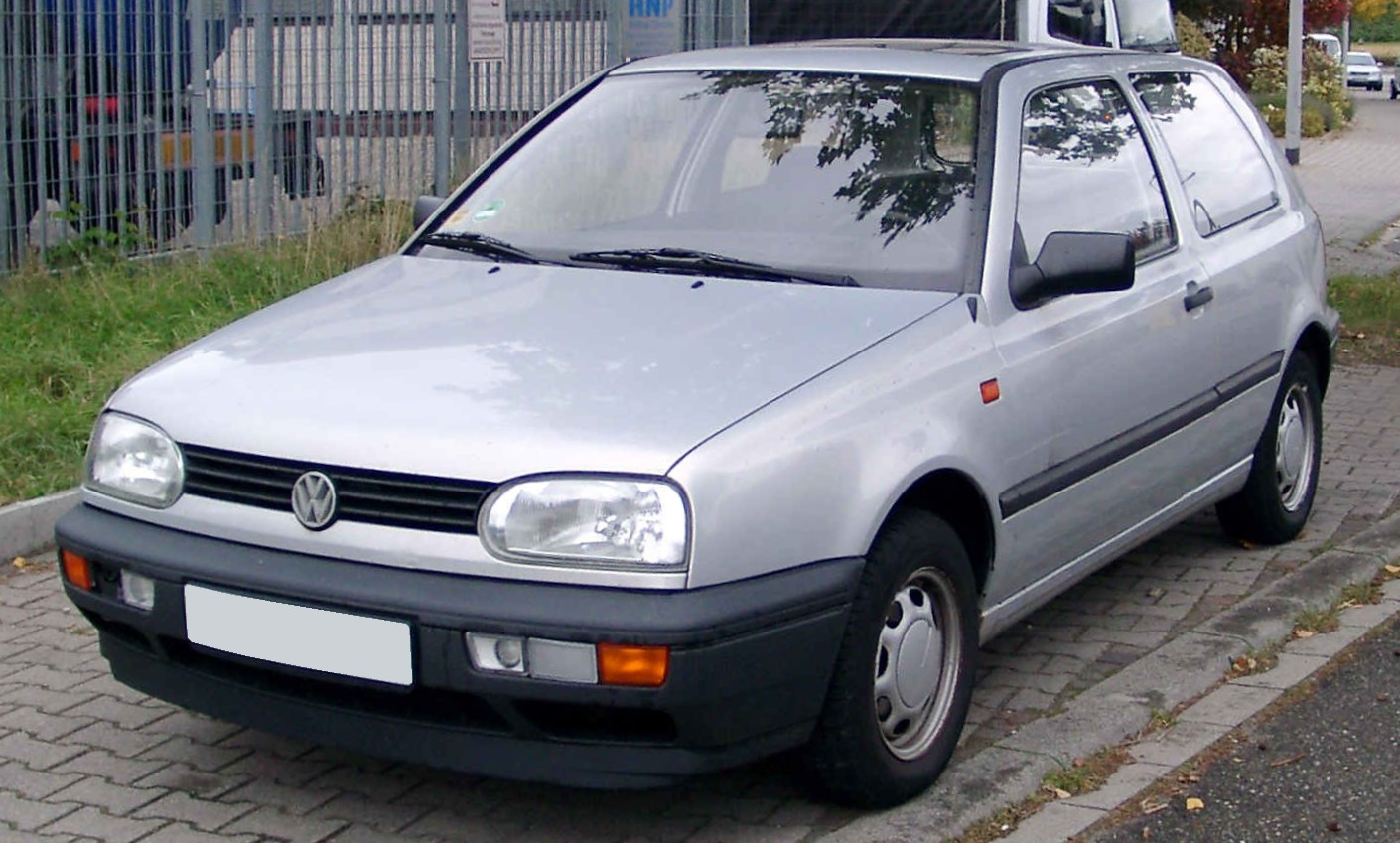
Volkswagen Golf Mk III

Mark (укр. «позначка, позначення, маркування») — позначення виробів, поширене в англомовних країнах. Після слова Mark або скороченого Mk (іноді скорочується до M) зазвичай іде порядковий номер арабськими або латинськими числами. Несе смислове навантаження, тотожне до «тип №».
Найчастіше вживається відносно техніки. Характерне вживання Mark з римськими цифрами для маркування військової техніки або виробів Великої Британії та Сполучених Штатів Америки, наприклад, найперший британський танк називався Mark I; одна з перших ЕОМ, створених у Великій Британії мала назву «Manchester Mark 1».
Написання та застосування може відрізнятись відповідно до традиції країни та документів, що регулюють відповідні позначення, якщо такі є.

## Маркування автомобілів
- Автомобілі Jaguar Cars — Jaguar Mark 2, Jaguar Mark IV, Jaguar Mark X.
- Автомобілі Toyota, особливо MR2 — MkI, MkII, MkIII.
- Volkswagen Golf автомобілі — Mk1, Mk2, Mk3, Mk4, Mk5, Mk6.
- British Rail Coaches — Mark 1, Mark 4.

## Система Mark/Mod
Флот США використовує власну систему номенклатури військового обладнання, що використовує позначення Mark або Mk та Mod. 

## Приклади
| - Mark I - Mark II - Mark III - Mark IV - Mark V - Mark VI - Mark VII - Mark VIII - Mark IX - Mark X | - Mark XI - Mark XII - Mark XIII - Mark XIV - Mark XV - Mark XVI - Mark XVII - Mark XVIII - Mark XIX |